# الغضب الإلهي
1. ↑  وصلة مرجع: http://www.koreanfilm.or.kr/eng/films/index/filmsView.jsp?movieCd=20180442.
2. ↑  وصلة مرجع: https://splendid-film.de/the-divine-fury.
3. ↑  영화 '사자' 박서준, 2년 전 흥행 어게인? 글쎄…. Sports Donga. 12 أغسطس 2019. مؤرشف من الأصل في 2023-06-04. اطلع عليه بتاريخ 2023-06-04.
4. ↑  قالب:Cite Box Office Mojo
5. ↑  "Korean Film Box Office (Yearly)". مؤرشف من الأصل في 2025-06-03. اطلع عليه بتاريخ 2019-11-06.

الغضب الإلهي:
(بالكورية: 사자؛ بالروماجي: Saja؛ حرفيًا: مبعوث) هو فيلم رعب وأكشن كوري جنوبي صدر عام ٢٠١٩، من تأليف وإخراج كيم جو هوان. بطولة: بارك سيو جون، وآهن سونغ كي، ووو دو هوان. عُرض الفيلم في ٣١ يوليو ٢٠١٩.[٤]
يشارك في الفيلم  (بارك سيو جون) آن سونغ كي ووو دو هوان تم إصدار الفيلم عام 2019 في 31 من شهر يوليو.